# Totonicapán (miasto)
Totonicapán – miasto w południowo-zachodniej Gwatemali, ośrodek administracyjny departamentu Totonicapán.  Według danych statystycznych z 2012 roku liczba mieszkańców wynosiła 56 704  osób. 
Totonicapán leży około 160 km na zachód od stolicy kraju – miasta Gwatemala. Miejscowość leży na wysokości 2457 metrów nad poziomem morza, w górach Sierra Madre de Chiapas.

## Gmina San Totonicapán
Miejscowość jest także siedzibą władz gminy o tej samej nazwie, która jest jedną z ośmiu gmin w departamencie. W 2012 roku gmina liczyła 134 373 mieszkańców. Gmina jak na warunki Gwatemali jest średniej wielkości, a jej powierzchnia obejmuje 328 km².